# Christian Morgenstern
Christian Otto Josef Wolfgang Morgenstern (6. května 1871 Mnichov – 31. března 1914 Merano) byl německý básník, novinář a překladatel. Je považován za zakladatele německé nonsensové poezie. Studoval dějiny umění a práva, zároveň se věnoval žurnalistice, poezii a překladatelství. Léčil se s tuberkulózou v mnoha sanatoriích, ale 31. března 1914 jí v Meranu podlehl. Jeho prozaická díla vyšla péčí jeho ženy Margarety většinou až po jeho smrti. Za svého života se dočkal velmi malého uznání.

## Životopis
Narodil se v Mnichově jako jediné dítě Carla Ernsta Morgensterna (1847–1928) a jeho ženy Charlotty Morgenstern (1849–1880), rozené Schertelové. Oba rodiče pocházeli z malířských rodin, otec byl významný německý malíř krajinář. Když mu bylo 10 let, zemřela mu matka na zápal plic. Otec jej poté poslal ke kmotrovi do Hamburku, kde nastoupil do internátní školy. Zde se stal obětí soustavné a trýznivé šikany spolužáků. Jeho otec se v této době podruhé oženil. Morgenstern se roku 1884 odstěhoval za otcem, v té době ředitelem Královské umělecké školy ve slezské Vratislavi. V letech 1885–1889 tam pak navštěvoval gymnázium a pokoušel se sám psát.
Roku 1892 začal studovat národohospodářství na Vratislavské univerzitě, kde poslouchal přednášky profesora socialistické orientace Wernera Sombarta, studium ovšem musel brzy ze zdravotních důvodů přerušit. Po částečném zotavení si našel práci v Národní galerii v Berlíně, navázal spolupráci s deníkem Tägliche Rundschau a psal do časopisů Freie Bühne, Kunstwarts a Der Zuschauer. Stále cestoval po různých evropských sanatoriích, zdržoval se zejména v Itálii.
Překládal z francouzštiny, později také z norštiny. V roce 1898 cestoval několik měsíců po Norsku a setkal se tam s Henrikem Ibsenem. V Norsku mu vyšla jeho prvotina Ich und die Welt (Já a svět). V roce 1900 se dozvěděl, že trpí tuberkulózou. Pod vlivem této smutné skutečnosti psal Šibeniční písně. Roku 1903 přeložil Večerní červánky Knuta Hamsuna a básně Björnstjerne Björnsona. V létě téhož roku získal v Berlíně místo dramaturga u F. B. Erbena a začal pracovat jako redaktor v nakladatelství Brunona Cassirera.
Významnou inspiraci mu poskytovaly zvláště myšlenky Arthura Schopenhauera a Friedricha Nietzscheho, které ovlivňují i hořký a výsměšný pesimismus jeho nonsensových básní. Později však v jeho životě a tvorbě znamenalo velký obrat setkání se zakladatelem anthroposofie Rudolfem Steinerem. Morgenstern píše básně inspirované Steinerovou duchovní vědou ("Ins Phantas Schloss", v češtině výběr "Hymnické písně" 1934). V anthroposofii nalézá Morgenstern útěchu ve svém závažném onemocnění a přijímá její mystické a teistické zakotvení.
Dne 7. března 1910 se v Merlan-Obermais oženil s Margaretou Gosebruchovou von Liechtenstern. V roce 1910 u něj naplno propukla tuberkulóza a 31. března 1914 na ni v ranních hodinách ve 'Vile Helioburg' v Meranu zemřel. Byl zpopelněn 4. dubna v Basileji. Od roku 1992 je urna pohřbena v areálu Goetheana v Dornachu u Basileje.

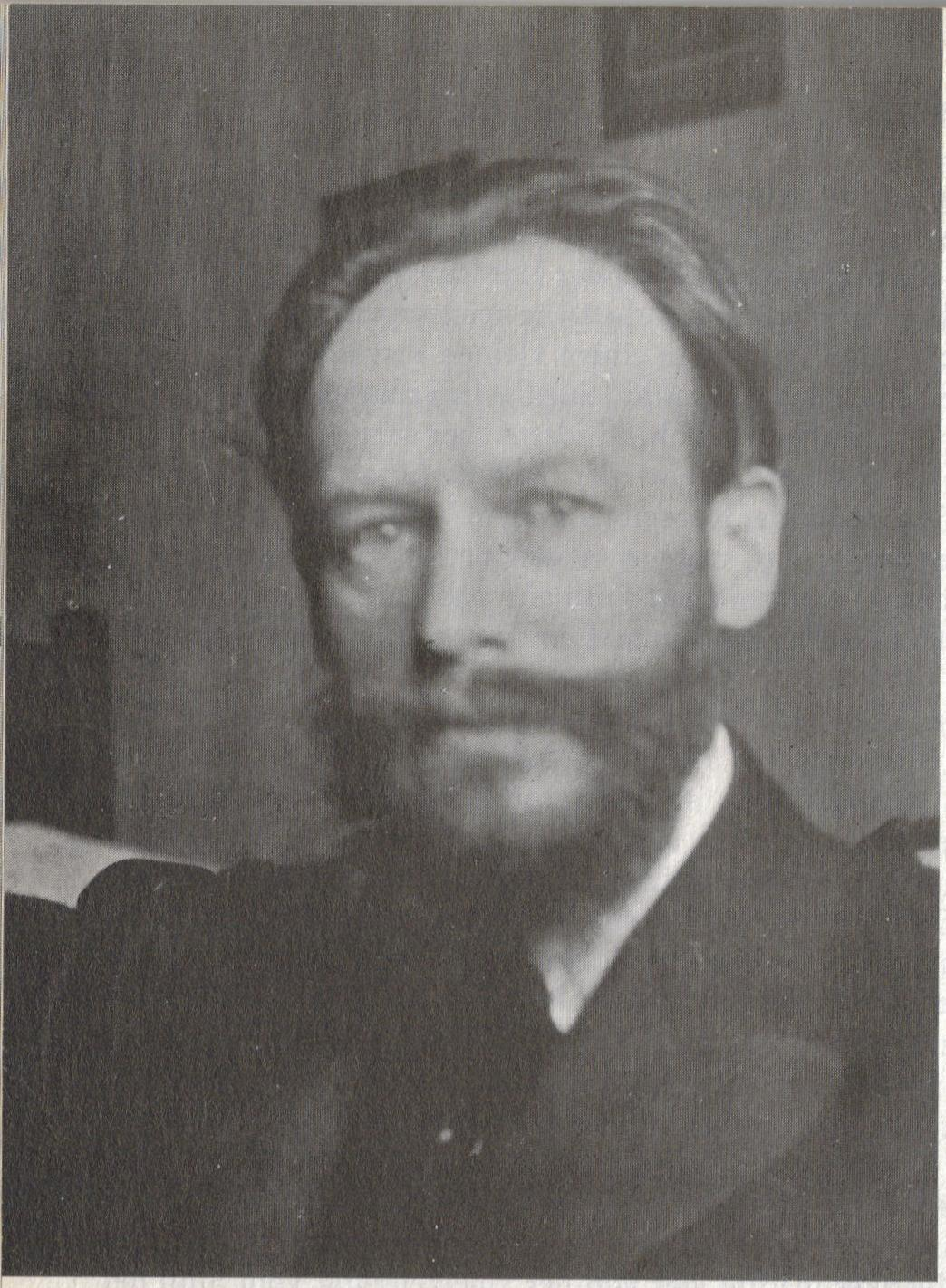
Christian Morgenstern

## Dílo

### Charakteristika díla
Svou experimentální poezií Morgenstern předjímá moderní básnické směry: dadaismus, surrealismus, poetismus a expresionismus. Je považován za zakladatele moderní německé nonsensové poezie. Ve svých experimentálních básních spojoval slova zdánlivě nesmyslně nebo tvořil abstraktní poezii z náhodných hlásek a slabik, často využíval rozporu mezi gramatikou a sémantikou (např. slovní hříčky) a vizuální formu sazby básně. Některé z těchto básní bývají interpretovány jako cesta k samotné podstatě jazyka.
Tyto v českých překladech hlavně známé Morgensternovy experimentální básně však tvoří jen malou část jeho díla. Většina vydaných děl i pozůstalosti je poetická tvorba v duchu křesťanské mystiky, výrazně ovlivněná antroposofií.

### Vlastní tvorba
- Já a svět (Ich und die Welt, 1898)
- Šibeniční písně (Galgenlieder,[5] básnická sbírka, 1905) Lyrické básnické hříčky, v nichž zkoumá jazyk a jeho možnosti. Charakteristická je zvukomalba, neologismy, deformování slov, vtip.
- Palmström (Palmytröma, básnická sbírka, 1910)
- Palma Kužel (Palma Kunkel, básnická sbírka, posmrtně, 1916)
- Šlasi (básnická sbírka, posmrtně, 1918)
- Ferda Páv a všelijaká zvířata
- Melancholie

### Ukázka z díla
KOŠILELA

Znáš sirou košileli?

Třepetatá, třepetatá.

Jsi proklat, majiteli!

Třepetatá, třepetatá.

Teď třeská a pleská v ní vánek.

Vichrůrůrej, vichrůrůrej.

Kvílivá jak uplakánek.

Vichrůrůrej, vichrůrůrej.

Docela osiřela

košilela.

překlad Josef Hiršal
Znáš osamělý košil vlát?

Plandalalá, plandalalá.

Kdo nosil jej, ten proklat.

Plandalalá, plandalalá.

V zlém větru si plandá a pleská.

Vítrvanaj, vítrvanaj.

Jak dětátko pláčem si stejská.

Vítrvanaj, vítrvanaj.

To je ten osamělý on,

ten osamělý košil.

překlad Emanuel Frynta
VAMPÍR (der Werwolf)
Pan Vampír v noci bezedné

od ženy, dětí utíkal

až ke hrobu, kde kantor spal

a řek mu: Prosím, skloňuj mne!

Řiditel srovnal na límci

tři knoflíky tam hovící

a děl k monstru, jež s klidným srdcem

křižovalo se před umrlcem:

Slyš, „Vámpír“ – pravil dobrý pán,

„Váspír“ – je akuzativ dán,

„Vypíre“ – vokativ znám též,

„Váspíru“ – lokál máš a běž.

Ta hra šla vampírovi k vůli,

i protáčel svých očních kulí

a přitom ptal se ještě dál

po singuláru na plurál!

Zde moudrý kantor musil ovšem

připustiti, že neví o všem.

Už když zde jeden vampír stál,

„Vám“ vypadalo na plurál.

Pan Vampír zvedl s pláčem zrak - 

měl přece ženu, děti!!! Však,

když skloňování neznal na ně,

odešel s díky, odevzdaně.

(překlad Jarmil Šlapálek)
Jeho dílo překládali ještě Ludvík Kundera, Egon Bondy, Ivan Wernisch, Josef Brukner, Vladimír Holan, Peter Komers, Erik Adolf Saudek, Zbyněk Sekal, ale třeba i scenárista Martin Ryšavý nebo malíř a výtvarník Jan Kotík a mnozí další. 179 rozmanitých překladů jeho 21 básní od 36 českých autorů lze porovnat v knize Morgenstern v Čechách, jež byla publikována roce 1996.

### Překlady
Do němčiny překládal z norštiny a švédštiny
- August Strindberg: Inferno. Georg Bondi, Berlin 1898
- Knut Hamsun: Abendröte. Schauspiel in drei Aufzügen. Langen, München 1904
- Björnstjerne Björnson: Gedichte. Ludwig Fulda, hg. v. Julius Elias. Langen, München 1908
- Henrik Ibsen: Sämtliche Werke in deutscher Sprache. Durchgesehen und eingeleitet von Georg Brandes, Julius Elias, Paul Schlenther. Übersetzt von Christian Morgenstern (u.a.), 10 Bände. S. Fischer, Berlin 1898—1904

### Inspirace Morgensternovým dílem
Jeho dílem se často nechal inspirovat Jiří Suchý, např. při psaní některých svých povídek. V roce 1961 také divadlo Semafor uvedlo představení Papírové blues, ve kterém dostaly jeho básně velký prostor.
Jeho text Der Steinochs (čes. Kamenný vůl) zhudebnila v roce 1981 jedna z prvních českých punkových kapel FPB pod názvem Vůl z žuly. A o několik let později taktéž česká punková kapela Visací zámek zhudebnila např. Hymnu Šibeničních bratří nebo Půlnoční myš. Zhudebnění básní Veliké lalulá a Košilela spolu s dalšími texty z jeho rozsáhlých děl zrealizovala kapela Stromboli (Michal Pavlíček a Bára Basiková). Další texty zhudebnila skupina The Plastic People of the Universe.
Morgensternovým dílem se inspiroval český básník Josef Hiršal, který Morgensterna sám překládal do češtiny. Mezi další autory, kteří se Morgensternem inspirovali, patří Petr Nikl, který některé z Morgensternových básní parafrázoval.
Sochařská inspirace z díla Morgensternovy básně Trychtýře je dobře patrná na ocelové plastice Trychtýře na pražském Vítkově, kterou vytvořila Petra Křivová.

## Fotogalerie

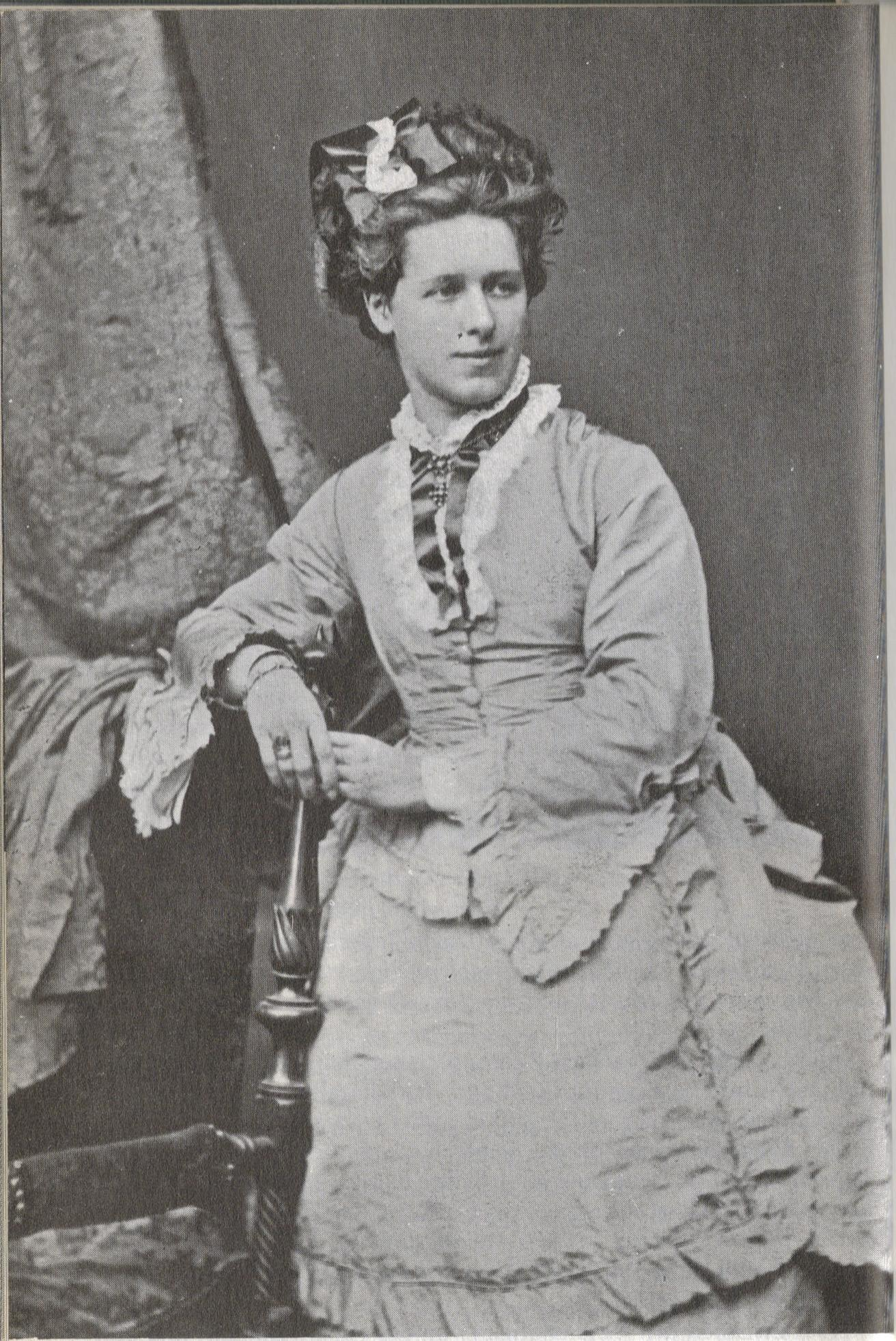
Matka Christiana Morgensterna, Charlotte Morgenstern (1849 - 1880)
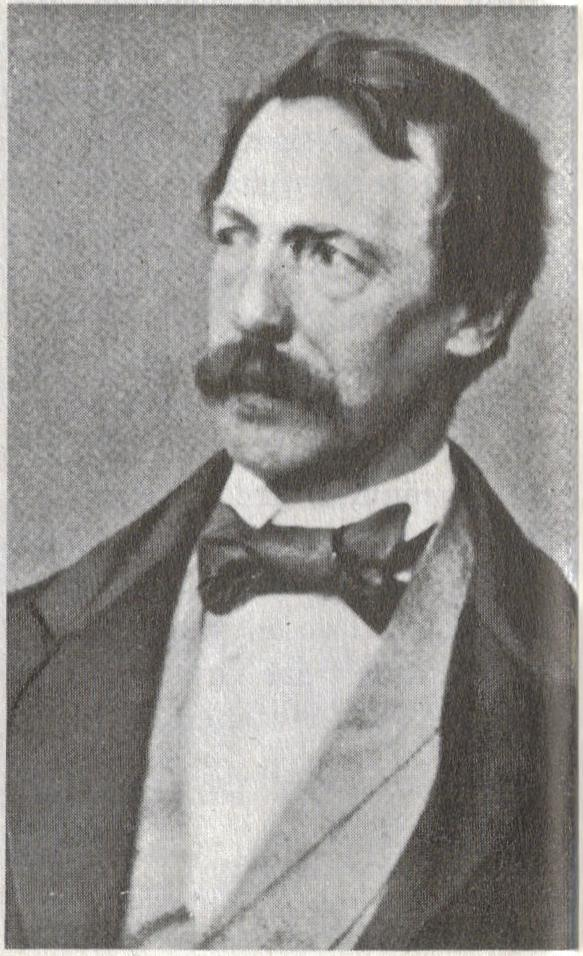
Josef Schertel (1810 - 1869), jeho dědeček z matčiny strany
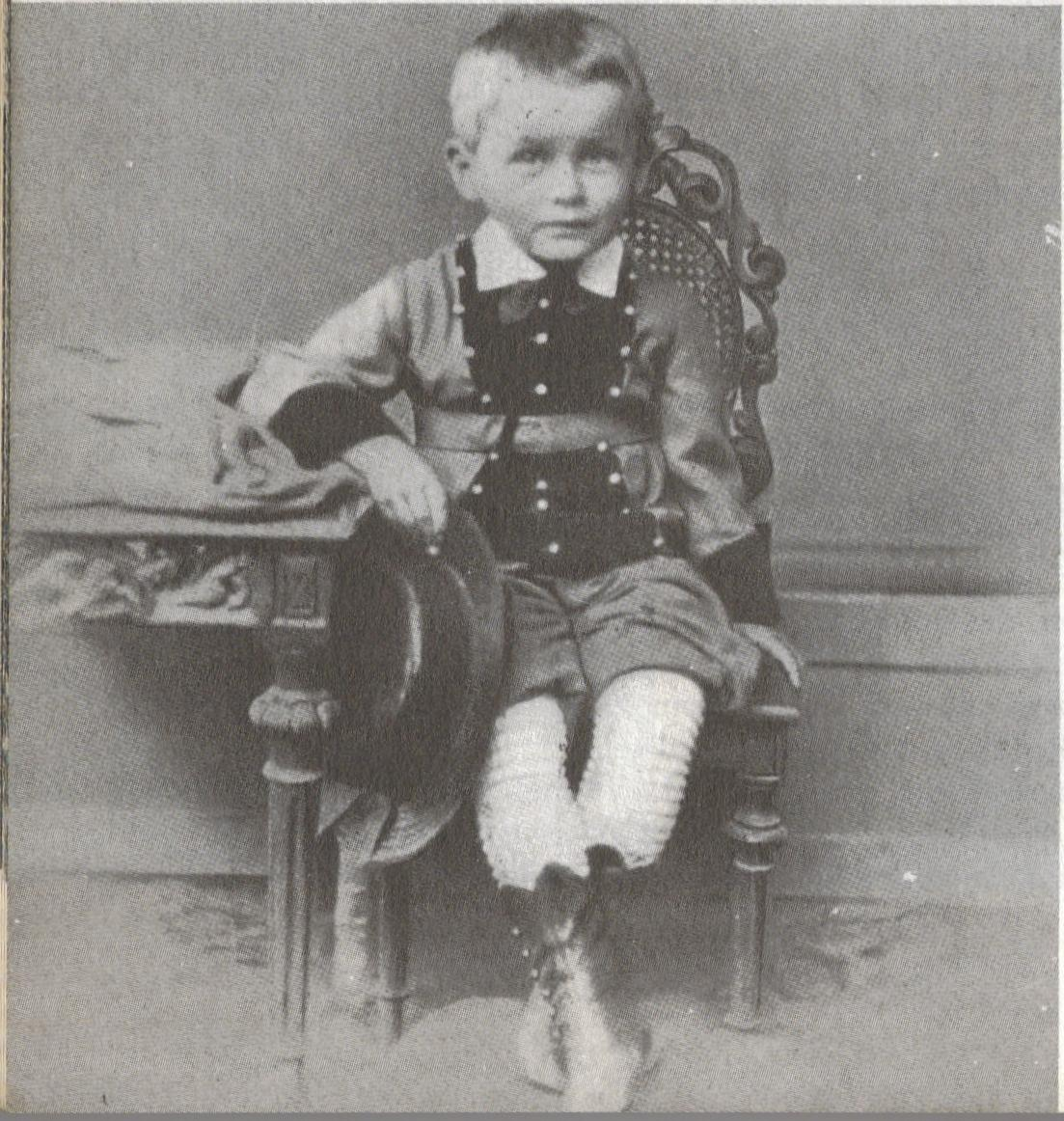
Christian Morgenstern jako dítě
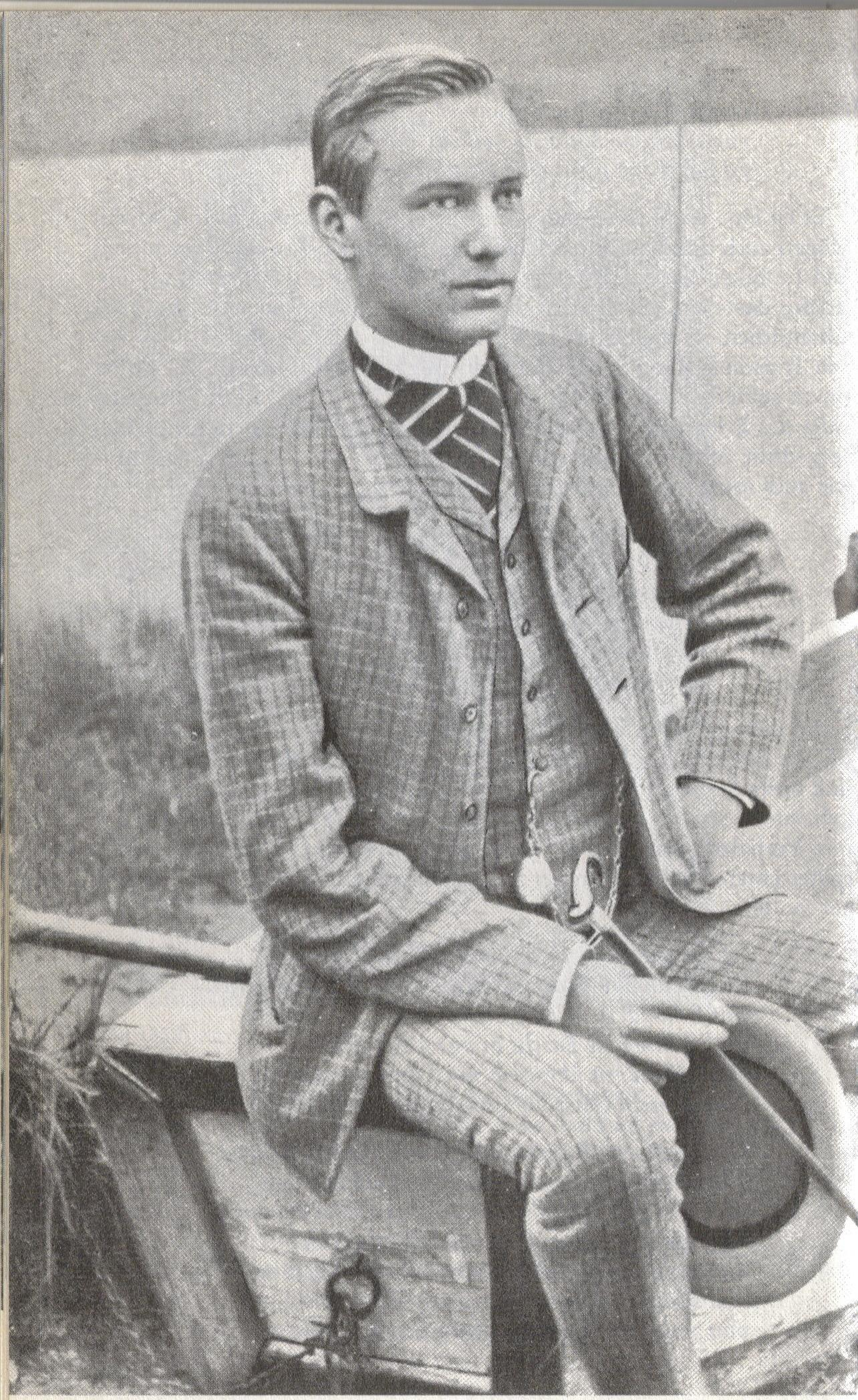
Christian Morgenstern ve věku 18 let
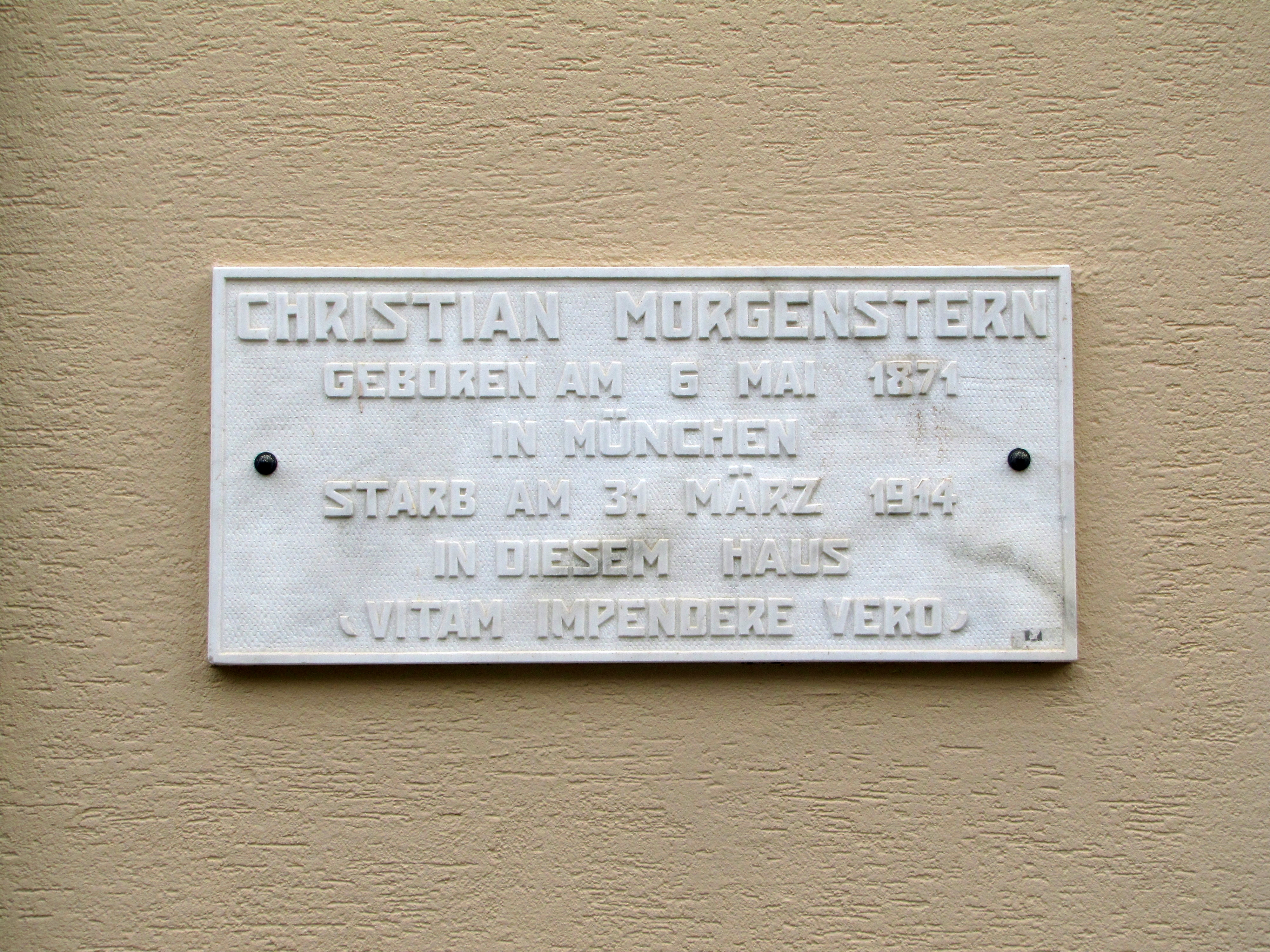
Plaketa na domě, ve kterém zemřel. (Villa Helioburg; Merano)
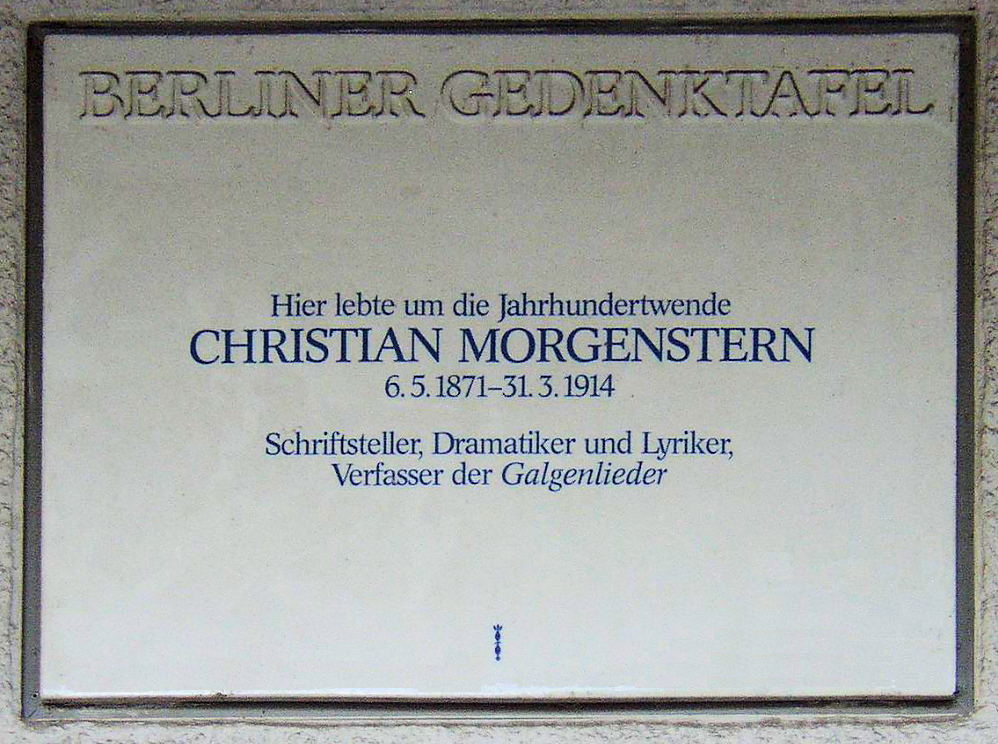
Jeho pamětní deska (Berlin-Charlottenburg; Stuttgarter Platz 4)